# Disperis egregia
Disperis egregia är en orkidéart som beskrevs av Victor Samuel Summerhayes. Disperis egregia ingår i släktet Disperis och familjen orkidéer. Inga underarter finns listade i Catalogue of Life.